# The Godless Girl

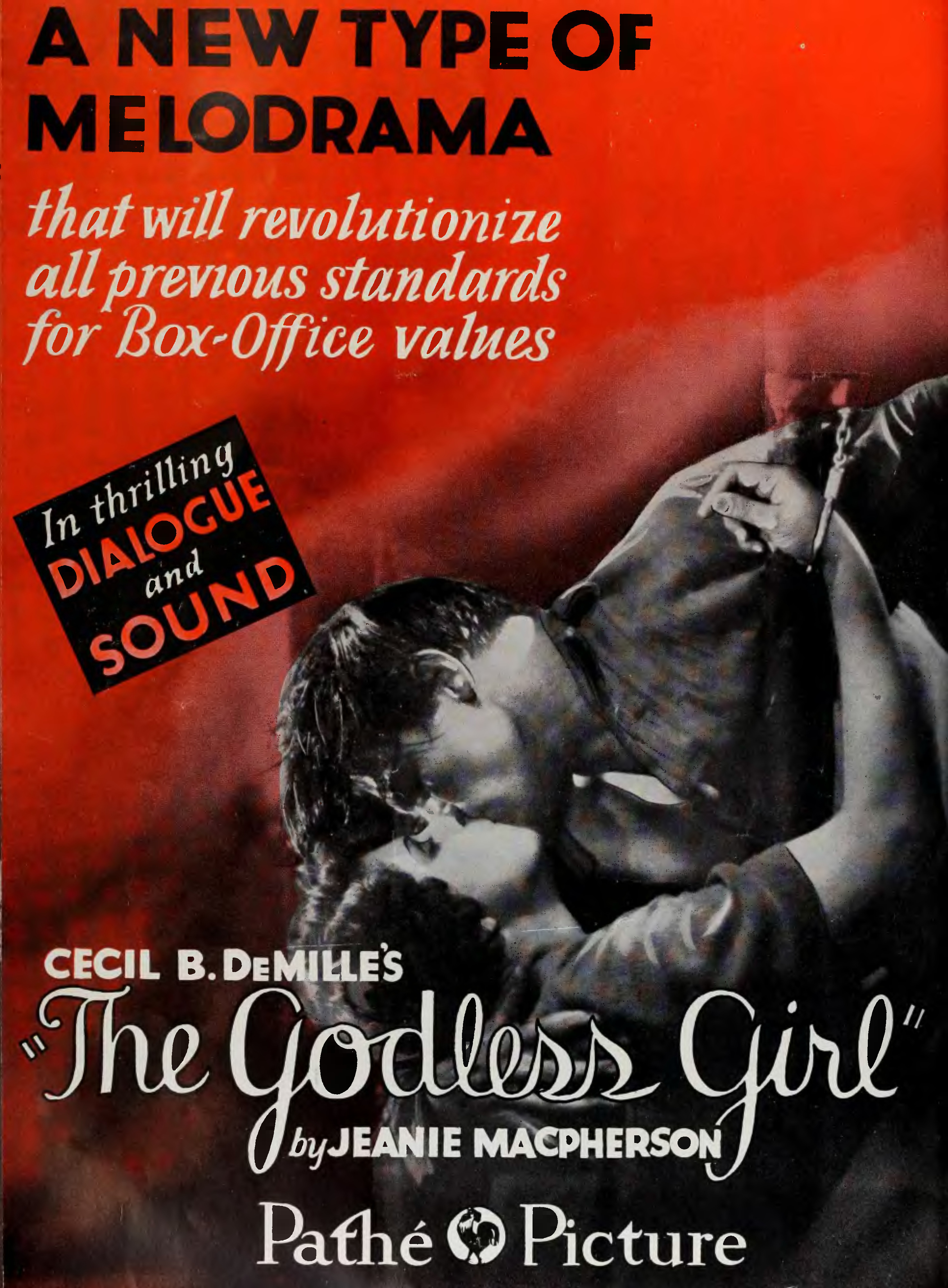
1929

The Godless Girl é um filme de drama mudo produzido nos Estados Unidos, dirigido por Cecil B. DeMille e lançado em 1928.